# Henriette Bonna
Pour les articles homonymes, voir Bonna (homonymie) et Baudichon.
Henriette Bonna, dite Baudichon, née vers 1510 et morte vers 1537, est une militante protestante de Genève (Suisse),.

## Hommage et postérité
En 2019, l'association Escouade fait poser des plaques de rue temporaires à Genève. La rue Louis Favre dans le quartier des Grottes est renommée temporairement « Rue Henriette Bonna » dans le cadre de l'initiative 100Elles,.